# 小岛屿发展中国家

小岛屿发展中国家

小岛屿发展中国家（英語：Small Island Developing States）是指一些小型低海岸的国家。这些国家普遍遇到可持续发展的挑戰，包括领土面积较小、日益增长的人口、有限的资金、对自然灾害的抵抗能力较弱和过分依赖国际贸易。它们的经济发展因为高额的通讯、能源、运输费用，过小的领土面积导致的昂贵的公共事务管理和基础设施数量少而被限制。
「小岛屿发展中国家」在1992年6月的联合国环境与发展会议上被定义为一个发展中国家集团。1994年制定的巴巴多斯行动纲领旨在帮助小岛屿发展中国家实现可持续发展。「小岛屿发展中国家」裡只有新加坡被視為發達國家。其他國家都被視為发展中国家或最不发达国家。

## 小岛屿发展中国家列表
目前，联合国经济及社会理事会列出的57个小岛屿发展中国家分属于三个地区：加勒比海、太平洋、AIMS（即非洲、地中海、印度洋和南中国海）。上述每个地区皆有一个地区性合作体，分別是加勒比共同体（Caribbean Community），太平洋岛国论坛（Pacific Islands Forum）以及印度洋委员会（Indian Ocean Commission），许多小岛屿发展中国家是这些合作体的成员。此外，大多数（但非全部）小岛屿发展中国家是小岛屿国家联盟的成员，该联盟在联合国系统内发挥着为小岛屿发展中国家游说和谈判的功能。
| 加勒比海          | 太平洋            | 非洲、地中海、印度洋和南中国海 |
| [ a ] [ b ] [ c ] | 美属萨摩亚        | [ e ]                          |
| 安地卡及巴布達    | 庫克群島          | [ f ]                          |
| 阿鲁巴            | 斐济              | [ f ] [ e ]                    |
| 巴哈马            | 法屬玻里尼西亞    | 馬爾地夫                       |
|                   | 關島              | 模里西斯                       |
|                   | 基里巴斯          | 聖多美和普林西比               |
| 百慕大            | 马绍尔群岛        | 塞舌尔                         |
| 英屬維爾京群島    | 密克羅尼西亞聯邦  | 新加坡                         |
| 开曼群岛          | 瑙鲁              |                                |
| 古巴              | 新喀里多尼亞      |                                |
|                   | 纽埃              |                                |
| 多米尼克          | [ a ] [ e ] [ c ] |                                |
| [ g ]             | 帛琉              |                                |
| 格瑞那達          |                   |                                |
|                   | 萨摩亚            |                                |
|                   | 所罗门群岛        |                                |
| 海地              | 东帝汶            |                                |
| 牙买加            |                   |                                |
|                   | [ f ]             |                                |
| [ a ] [ c ]       |                   |                                |
| 波多黎各          |                   |                                |
| 圣基茨和尼维斯    |                   |                                |
| 圣卢西亚          |                   |                                |
|                   |                   |                                |
| 荷屬聖馬丁        |                   |                                |
| 苏里南            |                   |                                |
| 千里達及托巴哥    |                   |                                |
|                   |                   |                                |
| 美屬維爾京群島    |                   |                                |